# Джин Л. Кун
Юджин Ли Кун (англ. Eugene Lee Coon) (7 января 1924 — 8 июля 1973) — американский сценарист, телевизионный продюсер и романист. Его лучше всего помнят за его работу над оригинальным сериалом «Звёздного пути», особенно как главного сценариста и его шоураннера, где он был ответственным и за идеалистический тон, и за различные ключевые элементы франшизы.

## Жизнь и карьера
Старший сын сержанта армии США Мерла Джека «Пад» Куна и декоратора Эрмы Гэй Ноукс, Юджин Ли Кун родился в Беатрисе, Небраска, 7 января 1924 года. В четыре года он проявил талант, спев на радио на WOAW-AM в Омахе. Он знал двадцать четыре песни, включая одну на французском и одну на немецком. В детстве он был членом клуба 4-H округа Гейдж и Бойскаутом Америки. Позже он посещал техническую среднюю школу Омахи и участвовал в учебном корпусе младших офицеров запаса (УКМОЗ), также играя в школьном оркестре. В это время он также был ведущим новостей для подростков KWBE-AM в Беатрисе. Позже он переехал со своими родителями и младшими братьями, Мерлом Джеком Куном младшим и Блузом Ньюэллом Куном, в Глендейл, Калифорния. Другой брат умер в десять лет, когда они ещё жили в Беатрисе. Его отец нашёл там работу, работая с живностью, и Кун перешёл в среднюю школу Глендейла.
Во время Второй мировой войны Кун служил в Корпусе морской пехоты США с 1942 по 1946 год. После этого он остался в морской пехоте в качестве офицера запаса, изучая радиосвязь в младшем колледже Глендейла, где играл в постановке пьесы «Ночь 16 января». После дополнительных исследований в Университете Айовы он вернулся к активной службе во время Корейской войны в 1950 году. Он прошёл дополнительную подготовку в качестве военного репортёра, а также работал в аптеке и строил дома. Он написал о многих своих переживаниях в романах «Тем временем обратно на фронт» (англ. Meanwhile Back At The Front) и «Короткий конец палки» (англ. The Short End of the Stick).
После демобилизации в 1952 году Кун сначала устроился на работу радиоведущим, а затем занялся писательской деятельностью под руководством репортёра Los Angeles Times Джина Шермана. С 1954 по 1959 год он управлял аптекой на пересечении Беверли-Бульвара и Норт-Ардмор-авеню; В этот период Шерман освещал свои аптечные подвиги в 2 странице Городской колонки для газеты. Шерман также позволил Куну стать гостем, рекламирующим роман «Тем временем снова на фронте», в колонке, которую он (Шерман) написал для «Фермерского рынка» под псевдонимом «Дик Кидсон» (англ. Dick Kidson).
Начиная с 1956 года, Кун в основном участвовал в написании сценариев для популярных теле-шоу о вестернах и боевиках, включая: «Облава» (1951), «Караван повозок» (1957), «Мэверик» (1957) и «Бонанза» (1959). В Universal в начале 1960-х он превратил «Флот МакХэйла» (1962) из часовой драмы в успешный 30-минутный ситком. Вместе с писателем Лесом Колодни Кун подал идею для сериала «Семейка монстров» (1964) как сатирический взгляд на «Шоу Донны Рид» (1958) председателю MCA Лью Вассерману. Результатом этого последнего, формат которого разработали Аллан Бёрнс и Крис Хейворд и чьи персонажи и ситуации разрабатывали Норм Либман и Эд Хаас, стало ещё одним хит-шоу под творческим покровительством Джо Коннелли и Боба Мошера. MCA, в то время материнская компания Universal Studios, продюсировала шоу через его баннеры Revue TV и Kayro-Vue Productions.

### «Звёздный путь»
Его сценарии к «Каравану повозок» содержали сильные моральные уроки, касающиеся личного искупления и противостояния войне, и позже он повторил очень похожие темы в своих сценариях «Звёздного пути». (Последний сериал, хотя и был во многом обязан романам С. С. Форестера о Горацио Хорнблоуэре и сатире Джонатана Свифта «Путешествия Гулливера», пришлось продать телеканалу NBC под неофициальным прозвищем «„Караван повозок“ к звёздам».) Кун присоединился к «Звёздному пути» в первом сезоне; Дэвид Герролд считал его опытным шоураннером до того, как Кун ушёл в середине второго сезона. Кун был ответственен за многие переписывания сценариев «Звёздного пути».
Его приписываемые творения для «Звездного пути» включают Клингонов и Органианский мирный договор (в эпизоде «Миссия милосердия»), Хана Нуньена Сингха (в эпизоде «Космическом семя», где он адаптировал сюжет Кэри Уилбера), Зефрама Кохрэйна (в эпизоде «Метаморфоза»), продвижение и определение Первой директивы в эпизодах «Возвращение архонтов» и «Хлеба и зрелищ» соответственно, официальное название самой Объединённой федерации планет в эпизоде «Арена» (в котором он непреднамеренно заимствовал сюжет Фредерика Брауна), и официальное название Командования Звёздного Флота в эпизоде «Трибунал». Поскольку он также отвечал за пересмотр сценариев, он работал без указания в титрах во многих других эпизодах. Он также был наставником молодого Герролда и помог ему отполировать сценарий для эпизода «Проблема с трибблами». Среди других популярных эпизодов «Звёздного пути», которые он написал, включают: «Дьявол в темноте», «Вкус армагеддона» и «Доля в деле». Ему приписывают большую часть развития персонажей «Звёздного пути», большую часть юмора «Звёздного пути» и «бикерсонские» разногласия между Споком и Маккоем.
После споров с Родденберри по поводу тона части «Хлеба и зрелищ», отчасти сатиры на среду телевидения, Кун оставил писательский состав и назначил Джона Мередита Лукаса шоураннером. Объявив Лукасу, что он уходит, Лукас, который уже написал части «Подменыш» и «Образец силы» для программы, процитировал Куна, сказав: «Почему, чёрт возьми, ты не принял должность? Ты продюсировал „Беглеца“ и „Бена Кэйси“ и все это дерьмо» (англ. "Why the hell don't you take over? You produced The Fugitive and Ben Casey and that shit"). Лукас подозревал, что у Куна, возможно, был тайный диагноз рака, но он так и не узнал, так ли это.
Кун написал четыре сценария для третьего сезона под псевдонимом Ли Кронин (англ. Lee Cronin), поскольку к тому времени у него был контракт с Universal Studios.

### После «Звёздного пути»
После работы в «Звёздном пути» Кун продюсировал сериал Universal Studios «Требуется вор» с Робертом Вагнером в главной роли, в течение которого он был наставником Глена А. Ларсона. Он также продолжал писать для сериалов «Кунг-фу» и «Улицы Сан-Франциско». В 1973 году он был сосценаристом с Джином Родденберри в фильме NBC-TV «Плёнки Квестора». Фильм должен был служить пилотом для нового сериала, но Родденберри отказался от решения NBC устранить персонажа Джерри Робинсона, человеческого компаньона/наставника Квестора. (Кун умер до того, как пилот вышел в эфир в начале 1974 года.)
Хотя Кун отказался от возможности поработать над мультсериалом «Звёздный путь: Анимационный сериал», он продолжал работать с Родденберри, сосценаристом теле-фильма «Генезис II». Он также основал UniTel Associates, одну из первых продюсерских компаний, нацеленных на рынок домашнего видео.
Кун был известен как один из самых быстрых сценаристов в Голливуде, и для него было обычным делом переписывать сценарий для съёмок в одночасье или на выходных. У него было сухое чувство юмора, что отражено в двух его романах. После долгих лет разлуки Кун снова нашёл свою первую любовь, модель Джеки Митчелл. В 1967 году он развёлся со своей женой Джой, чтобы быть с Джеки, с которой он провёл последние пять лет своей жизни.

## Смерть и дань уважения
Джин Л. Кун был заядлым курильщиком на протяжении большей части своей жизни, человек, которого писатель и продюсер Глен А. Ларсон называл «духом и душой „Звёздного пути“», умер в июле 1973 года от рака легких и горла в возрасте 49 лет через неделю после постановки диагноза. Возможной причиной рака Куна была радиация от мест испытаний бомб в Неваде, которые он посетил со своим наставником Джином Шерманом и своей первой женой Джой в 1950-х.
Д. К. Фонтана посвятила ему свою новеллизацию «Плёнок Квестора». Уильям Шетнер посвятил ему главу в своих мемуарах «Воспоминания о «Звёздном пути»» 1993 года под названием «Невоспетый герой» (англ. The Unsung Hero), в которой он приписал ему многие аспекты «Звёздного пути». Леонард Нимой сделал то же самое в своих мемуарах («Я Спок»), как и Херберт Ф. Солоу и Роберт Х. Джастмен с мемуарами «Inside Star Trek: The Real Story» (с англ. — «Звёздный путь изнутри: Настоящая история»). В заключительных титрах трибьютного фильма «Звёздного пути» 1999 года «Фан-клуб» Джин Кун упоминается как «Забытый Джин» в знак признания его вклада в «Звёздный путь», а также его профессионального сотрудничества и личных отношений со своим сотрудником создателем «Звёздного пути» Джином Родденберри.

## Работы

### Телевидение
Он работал сценаристом над сериалами «Облава», «Бонанза», «Зорро», «Питер Ганн», «Мистер Счастливчик», «Есть оружие – будут путешествия», «Караван повозок», «Дикий дикий запад», «Всего четыре мужчины», «В бою», и «Флот МакХэйла». Позже его роль была продюсером «Дикого дикого запада».
| Год     | Шоу                                | #           | Эпизод | Роль                | Псевдоним |
| ------- | ---------------------------------- | ----------- | ------ | ------------------- | --------- |
| 1956    | Медик                              | 5 Эпизодов  |        | Сценарист           |           |
| 1957    | Беспокойное оружие                 | 1 Эпизод    |        | Сценарист           |           |
| 1957    | Подозрение                         | 1 Эпизод    |        | Сценарист           |           |
| 1957-58 | Театр Шлица                        | 2 Эпизода   |        | Сценарист           |           |
| 1958    | Спасение 8                         | 1 Эпизод    |        | Сценарист           |           |
| 1958    | Симаррон-Сити                      | 1 Эпизод    |        | Сценарист           |           |
| 1958    | Зорро                              | 2 Эпизода   |        | Сценарист           |           |
| 1958-63 | Караван повозок                    | 24 Эпизода  |        | Сценарист           |           |
| 1959    | Мэверик                            | 1 Эпизод    |        | Сценарист           |           |
| 1959    | Есть оружие – будут путешествия    | 1 Эпизод    |        | Сценарист           |           |
| 1959    | Облава                             | 1 Эпизод    |        | Сценарист           |           |
| 1959    | Всего четыре мужчины               | 1 Эпизод    |        | Сценарист           |           |
| 1959    | Сажать в тюрьму                    | 1 Эпизод    |        | Сценарист           |           |
| 1959    | Речная лодка                       | 1 Эпизод    |        | Сценарист           |           |
| 1959    | Театр «Дженерал Электрик»          | 1 Эпизод    |        | Сценарист           |           |
| 1959-60 | Мистер Счастливчик                 | 10 Эпизодов |        | Сценарист           |           |
| 1959-61 | Бонанза                            | 4 Эпизода   |        | Сценарист           |           |
| 1960    | Бунтарь                            | 1 Эпизод    |        | Сценарист           |           |
| 1960    | Питер Ганн                         | 1 Эпизод    |        | Сценарист           |           |
| 1960    | Дэн Рэйвен                         | 1 Эпизод    |        | Сценарист           |           |
| 1961    | Акапулько                          | 2 Эпизода   |        | Сценарист           |           |
| 1961    | Шепчущий Смит                      | 1 Эпизод    |        | Сценарист           |           |
| 1961    | Икабод и я                         | 1 Эпизод    |        | Сценарист           |           |
| 1962    | Следуй за Солнцем                  | 1 Эпизод    |        | Сценарист           |           |
| 1962    | Сыромятная плеть                   | 1 Эпизод    |        | Сценарист           |           |
| 1962    | Флот МакХэйла                      | 2 Эпизода   |        | Сценарист           |           |
| 1963    | Премьера Алкоа                     | 1 Эпизод    |        | Сценарист           |           |
| 1964    | Дестри                             | 3 Эпизода   |        | Сценарист, Продюсер |           |
| 1965    | Боб Хоуп представляет              | 1 Эпизод    |        | Сценарист           |           |
| 1965    | Мой любимый марсианин              | 1 Эпизод    |        | Сценарист           |           |
| 1965-67 | Ларедо                             | 6 Эпизодов  |        | Сценарист           |           |
| 1965-71 | Виргинец                           | 2 Эпизода   |        | Сценарист, Продюсер |           |
| 1966    | ФБР                                | 1 Эпизод    |        | Сценарист           |           |
| 1966    | В бою                              | 3 Эпизода   |        | Сценарист           |           |
| 1966    | Дикий дикий запад                  | 1 Эпизод    |        | Сценарист, Продюсер |           |
| 1967-69 | Звёздный путь: Оригинальный сериал | 13 Эпизодов |        | Сценарист, Продюсер | Ли Кронин |
| 1968    | Поехали, чтобы увидеть волшебника  | 2 Эпизода   |        | Сценарист           |           |
| 1968-69 | Требуется вор                      | 6 Эпизодов  |        | Сценарист, Продюсер |           |
| 1969    | Суть дела                          | 1 Эпизод    |        | Сценарист, Продюсер |           |
| 1969    | Потом пришёл Бронсон               | 1 Эпизод    |        | Сценарист           | Ли Кронин |
| 1970    | Париж 7000                         | 1 Эпизод    |        | Сценарист           |           |
| 1970    | Бессмертный                        | 1 Эпизод    |        | Сценарист           |           |
| 1970-71 | Отряд «Стиляги»                    | 1 Эпизод    |        | Сценарист           |           |
| 1971    | Николс                             | 1 Эпизод    |        | Сценарист           |           |
| 1971    | Смельчаки                          | 1 Эпизод    |        | Сценарист           |           |
| 1972    | Шестое чувство                     | 1 Эпизод    |        | Сценарист           |           |
| 1973    | Хокинс                             | 1 Эпизод    |        | Сценарист           |           |
| 1973    | Кунг-фу                            | 1 Эпизод    |        | Сценарист           |           |
| 1973    | Назначение Вена                    | 2 Эпизода   |        | Сценарист           |           |
| 1974    | Улицы Сан-Франциско                | 1 Эпизод    |        | Сценарист           |           |

### Фильмы
- Девушка в Кремле[англ.] (1957)
- Человек в тени[англ.] (1957)
- Нет имени на пуле[англ.] (1959)
- Захватчики[англ.] (1963)
- Убийцы (1964)
- Первый в бою[англ.] (1967)
- Путешествие в Шилох (1968)
- Плёнки Квестора[англ.] (1974)

### Книги
От Джина Л. Куна
- «Тем временем обратно на фронт» (New York: Crown, 1961. 309 с.) Роман о невероятных подвигах отдела общественной информации 1-й дивизии морской пехоты во время Корейской войны.[5]
- «Короткий конец палки» (опубликовано в 1964). Роман о жизни и проблемах американских войск, дислоцированных в ДМЗ в Корее после окончания войны. Он включает в себя то, как они ладили и относились к коренным корейцам, уделяя особое внимание сексуальным и культурным столкновениям. Это также одна из первых публикаций, в которых обсуждаются проблемы с наркотиками скучающих оккупационных войск и то, как командование решало их.